# 南京大學附屬丁家橋小學
南京大學附屬丁家橋小學，簡稱丁小、丁家橋小學或南大附小，源於清末壬寅年，位於南京丁家橋一帶，鼓樓區長江新村6號。

## 概況
南京大學附屬丁家橋小學校園座落在南京城北丁家橋地區，南鄰南京工業大學，北近南京城牆，西鄰南京郵電大學，東近玄武湖。
- 校園體育運動設施：田徑場；室外足球場；室內體育館，設有籃球場、排球場、羽毛球場、乒乓球室，武術房、健身房、形體訓練房。
- 藝術設施：美術室，音樂室，舞蹈房。
- 圖書館
- 校史館（抑堂館）
- 曉嵐兒童夢劇場

丁家橋34號丁小旧址現為南工大校園，有大禮堂、水泥傘、石貔貅、南洋勸業場水族院等歷史文物。
校園活動
- 春季運動會，冬季運動會
- 樂學少年杯 讀書節
- 鐘秀杯 科學節
- 丁香花藝術節
- 科技節：科學幻想畫大賽、虛擬機器人比賽、四驅車比賽、紙飛機比賽、科學趣味故事大賽、科技小製作和小發明。

特色教育，社團
- 國學經典 [1]
- 珠算心算 [2]
- 昆曲 [3]

## 歷史
南京大學附屬丁家橋小學源自發端於清末壬寅年（西元1902年）之三江師範學堂附屬小學堂，歷經兩江師範學堂附屬小學堂、南京高等師範學校附屬小學、國立東南大學附屬小學、國立中央大學實驗小學和國立中央大學附屬小學時期，抗戰時隨中大遷至重慶沙坪壩；民國35年抗戰勝利後，中大附小遷回南京，分設於大石橋、丁家橋。1949年中央大學改名南京大學，中央大學附屬小學隨之改名南京大學附屬小學；1952年發生院系調整，南京大學師範學院附屬丁家橋小學改为南京師範學院附屬丁家橋小學，翌年改為南京市丁家橋小學，1966年由丁家橋34號遷到長江新村6號；2012年，復改為南京大學附屬丁家橋小學。
丁家橋小學長江新村校園所在地曾是清末南洋勸業會跑馬場，為中國第一屆全國運動會舉辦地舊址。
抗戰勝利後，國立中央大學遷回南京，中大附小留在重慶沙坪壩即留在重慶大學校園的部分後來改為漢渝路小學；中央大學遷回南京後，接收原有四牌樓校區，並增設醫學院和農學院所在的丁家橋校區，民國36年（1947年）2月設丁家橋小學，於是中大附小分設為中大附屬大石橋小學、丁家橋小學。故在經過抗戰之後，中大附小一分為三，分別為現南大附屬丁家橋小學、南師大附屬小學、重慶市漢渝路小學。

## 近況
南大附屬丁家橋小學有約50個社團，20多個活動項目，包括國學、科技製作、車模、象棋、圍棋、藝術體操、銅管樂隊、昆曲、英語情景劇、珠算等。
- 2015年4月，丁家橋小學兩位同學在國際家用機器人滅火比賽中獲得青少年組冠軍。
- 2014年暑期，“中國第一屆全國運動會舉辦地舊址紀念碑”在校園（清末南洋勸業會跑馬場舊址）落成揭牌。
- 2012年底，在校園裡建“曉嵐兒童夢劇場”。
- 2012年4月，丁家橋小學四位同學在國際家用機器人滅火比賽中獲得初級套裝組、初級改裝組兩個組的第一名。

## 校訓、校歌
- 校訓

| 校訓        |
| 誠 者 自 成 |

- 校歌

| 校歌                                                 |
| 鐘山壯，長江長，我們的學校在中央。                   |
| 花木秀麗，掩映波光，環境幽靜，氣象堂皇。             |
| 我們在這樂園裡 努力 準備，我們在這樂園裡 快樂 安詳。 |
| 身體健康，性氣優良，學識豐富，意志堅強。             |
| 在現在，在將來，願做一個好榜樣。                     |

## 師長
歷任校長
南大附小早期
- 張之洞，三江師範學堂 創辦人
- 李瑞清，兩江師範學堂 校長
- 江謙（兼），南高附小 校長
- 周維城，南高附小 校長
- 俞子夷，南高附小和東大附小 校長
- 鄭曉滄，南高附小和東大附小 校長
- 趙欲仁，東大附小 校長
- 金海觀，中大實小 校長
- 韋愨，中大實小 校長
- 張乃燕（兼），中大實小 校長
- 羅炳之（兼），中大實小 校長
- 龔啟昌（兼），中大實小 校長
- 艾偉（兼），中大實小 校長
- 梁兆純，中大實小 校長
- 許恪士，中大實小 校長
- 周抑堂，中大實小、中大附小 校長

丁小時期
- 周抑堂，中大附屬丁小、南大附屬丁小 校長

教师
南大附小早期
- 任桐君
- 胡顏立
- 陳德征
- 盛振伟
- 王光渝
- 劉雲芝
- 肖慧原
- 王爾庸
- 張世櫸
- 餘廣坤
- 汪采鸞

丁小時期
- 陳德征
- 盛振偉
- 王光渝
- 劉雲芝
- 肖慧原
- 王爾庸
- 張世櫸
- 餘廣坤
- 汪采鸞

## 校友
南大附小早期
- 吳一峰，畫家
- 無名氏 卜乃夫，作家
- 朱思本，鐵道車輛技術專家
- 蕭孟能，出版家
- 沈申甫，航空工程專家，流體力學專家
- 單淑子，畫家
- 何鳳生，神經病學專家
- 毛二可， 雷達、信息處理技術專家
- 孫鐘秀，計算機專家

丁小時期
- 張耀明，無機非金屬材料專家
- 錢匡武，金屬材料學家
- 沙曉嵐，著名舞臺美術燈光設計師
- 黃健翔，著名電視節目主持人、體育評論員

## 外部連結
- 南京大學附屬丁家橋小學 （页面存档备份，存于）